# Boca del Pao
Boca del Pao es una ciudad del Estado Estado Anzoátegui, Venezuela, una de la parroquia del sur del Municipio Francisco de Miranda (Anzoátegui), ocupa 1557 km² y sus coordenadas geográficas son (080 07´ 36”) Latitud Norte y Longitud Oeste (640 18´ 32”) su altitud es de 50 metros sobre el nivel del mar, y sus principales caseríos son: Mulatalito, Pueblo Viejo, Los Monos, Alto Palmar, Bajo Palmar, Cerro Negro y Riccito.
Limita por el norte con la quebrada de Corocito, desde su confluencia con el río Pao, sus Cabeceras y desde allí una recta hasta el Paso de los Deseos en el río Limón; al sur el Río Orinoco; al este el Río Limón, desde el Paso de los Deseos hasta su desembocadura en el Orinoco. 

## Historia
Esta población fue fundada en 1794 con el nombre de San Pedro de La Puerta, pero por encontrarse en la desembocadura del Río Pao en el Orinoco recibe el nombre de Boca del Pao. Por esta misma razón en el pasado recibió muchas oleadas de aborígenes que se asentaron en estos lugares, especialmente en el Alto Palmar del Orinoco, donde se han descubierto importantes yacimientos arqueológicos.

## Boca del Pao en la Independencia de Venezuela
En los tiempos de independencia ocurrieron por aquí varios enfrentamientos y combates, destacando en 1816 que El Libertador, Simón Bolívar, contactó al General José Tadeo Monagas y pasó revista a las tropas acantonadas.

## Boca del Pao y su auge de crecimiento
En 1873, la población de la parroquia ascendía a 859, para posteriormente en 1881 llegar a los 999 habitantes. Ya para el año 1909 se anotan entre sus vecindarios: Pueblos Nuevo, Pueblos Viejo, Mulatalito, Cumacari, Cerro Negro, Carapa, Los Monos, Mata Palo, Humo de Tusa, Boca de Abreu, Alto Palmar, Bajo Palmar, Alto Limo, Bajo Limo, Posote, El Rodeo, El Barrial, El Alcornocal, Las Islas, Las Cochinas, Las Raíces, Palital, Alberical, Los Cocos y Los Dragos.
En 1936 había un total de 1.753 habitantes; para 1941 - 1.724 habitantes; en 1950 – 1.832 habitantes; 1961- 1.992 habitantes; 1981 -1.582 habitantes en 1990 había 1.504 y según el censo vigente 2011 había 1.297 habitantes.

## Religión
El padre Lalinde que lo visitó en 1934, lo llamó: San Pedro Apóstol de Boca del Pao. Se dice que para aquellos tiempos el pueblo contaba con 243 habitantes, 73 Casas, 16 deshabitadas, 8 de zinc y 2 de tejas, jefatura de bahareque y paja, Estafeta postal y que estaba privado de cura, médico y botica. La población urbana en el censo de 1950 era de 230; en 1961 ascendió a 283;  en1891 se registra en 570 Habitantes en 84 Casas. Mientras que para el 1981 en el Caserío Cerro Negro había 25 habitantes en 5 viviendas y en Mulatalito 185 personas en 34 viviendas.
Actualmente tiene la parroquia 1.297 habitantes según el último censo del INE.

## Actividad económica
Entre las actividades económicas más destacadas se encuentran las actividades petrolera, agrícola y pecuaria. Una de las formas más importantes de financiación e ingresos económicos de esta región es la actividad turística. La agricultura es además una parte importante del sustento y de la actividad diaria de los habitantes.